# Parque nacional del Valle del Neora
El parque nacional [del] Valle del Neora (en inglés: Neora Valley National Park es un parque nacional en el estado de Bengala Occidental, en la India, dentro de la subdivisión de Kalimpong del distrito de Darjeeling y fue establecido en 1986. Se extiende por una superficie de 88 km² y es una de las zonas biológicamente más ricas en todo el noreste. Es la tierra del elegante panda rojo en el hábitat natural prístino y no perturbado, con terreno montañoso inaccesible y una rica y diversa flora y fauna que hacen de este parque una importante zona silvestre.
El 26 de mayo de 2009 el «Parque nacional Valle del Neora» fue inscrito en la Lista Indicativa de la India —paso previo a ser declarado Patrimonio de la Humanidad—, en la categoría de bien natural (n.º ref  5447).

## Flora

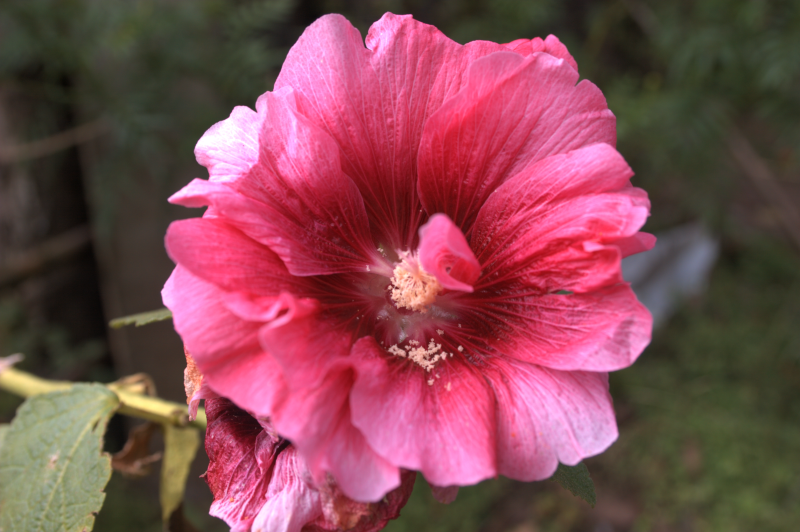
Una flor en el parque.

El valle de Neora, uno de los últimos reductos silvestres en el país sostiene un ecosistema único donde un sistema vegetativo templeado, sub-templado, subtropical y tropical aún alberga riqueza de flora y fauna.Los bosques están formados por especies mixtas como rododendros, bambúes, roble, helechos, sal, etc. El valle también tiene numerosas especies de orquídeas.

## Fauna

### Mamíferos

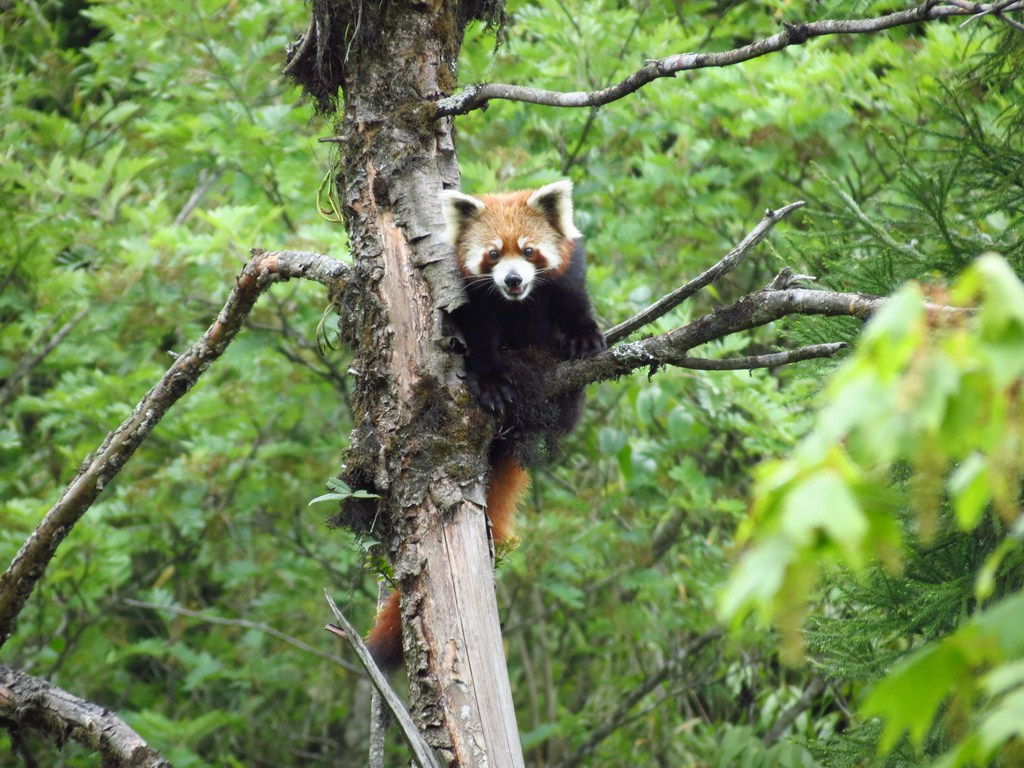
Panda rojo en el P. N. de Neora Valley (2012).

La fauna está formada por especies en peligro como la pantera nebulosa, panda rojo, y ciervos almizcleros. Otras especies son leopardo indio, cinco especies de civeta, oso tibetano, oso perezoso, gato dorado asiático, jabalí, gato de Bengala, goral, seraus, muntíaco, sambar, ardillas voladoras y tar del Himalaya.

### Aves
Lava y el parque nacional de Neora Valley son un paraíso para los ornitólogos; algunos de los pájaros más buscados de la India se encuentran aquí. Los bosques semi-perennes entre los 1600 m y los 2700 m de altitud son el hogar de rarezas como:

### Otros

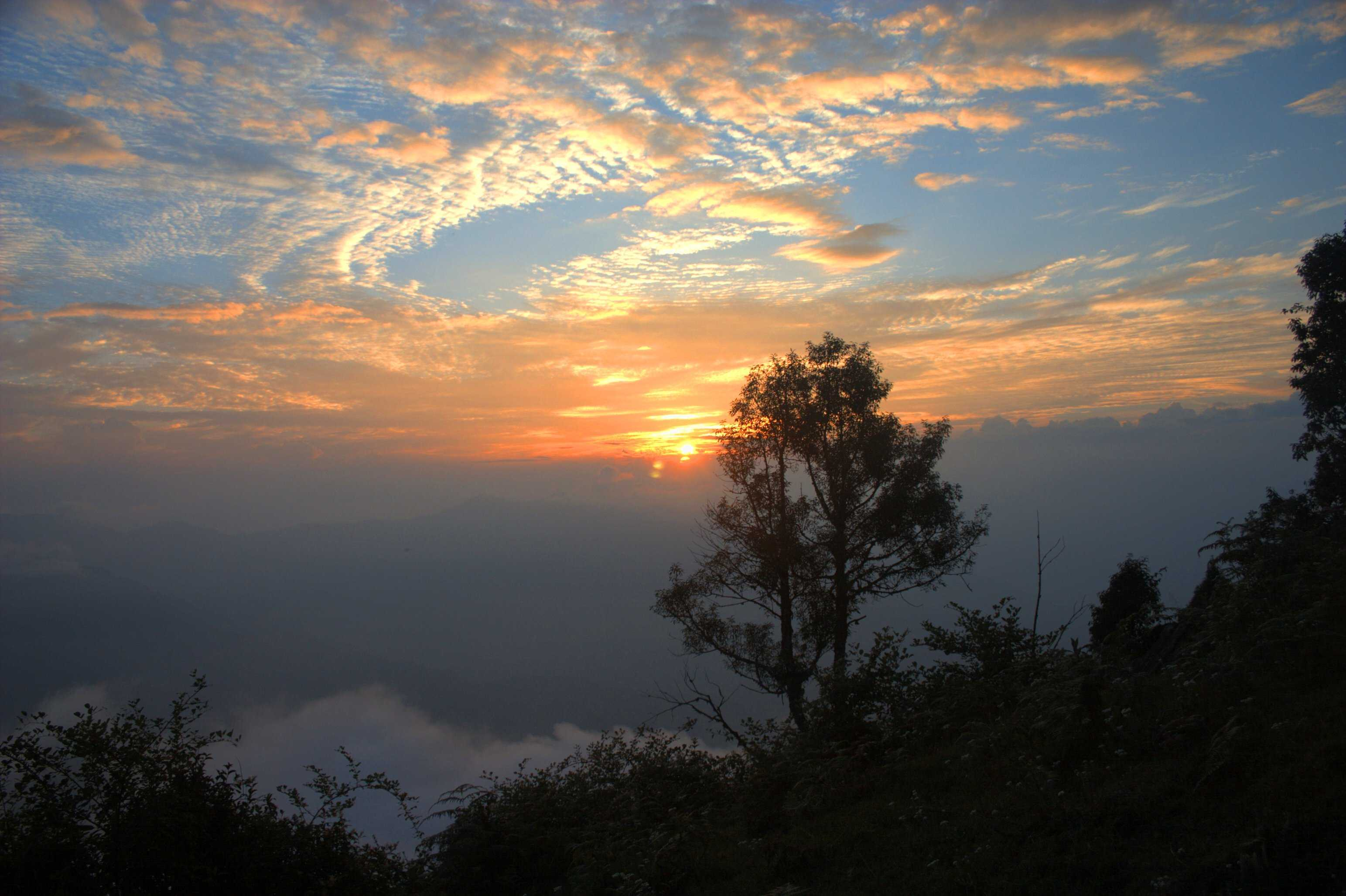
Ocaso en el Neora Valley.

También se encuentran cobra real, búngaros, víboras de foseta asiáticas, serpientes ciegas y lagartos. Muchos insectos coloridos como las mariposas, las polillas, escarabajos, abejas, avispas, heteópteros y cicadas son atracciones añadidas del valle.